# Elvis Fuentes
Elvis Nereo Fuentes Blanco (ur. 29 maja 1989) – wenezuelski zapaśnik w stylu wolnym. Zajął 23. miejsce na mistrzostwach świata w 2009. Piąty na igrzyskach panamerykańskich w 2011. Dwa medale mistrzostw panamerykańskich, srebrny w 2012. Drugi na igrzyskach Ameryki Płd w 2010 i trzeci w 2014. Brązowy medal na igrzyskach Ameryki Środkowej i Karaibów w 2010. Drugie miejsce na igrzyskach boliwaryjskich w 2009 roku.